# Somali Airlines
Somali Airlines fu la compagnia aerea statale della Somalia, azienda di trasporti aerei che ricoprì il ruolo di compagnia di bandiera per tutta la durata della sua esistenza. Fondata nel 1964, grazie al contributo di Alitalia che possedeva il 50% della società, ha offerto voli di linea sia per destinazioni nazionali che internazionali.
La compagnia aerea fu costretta ad interrompere le operazioni dopo l'inizio della guerra civile nei primi anni novanta. Il ricostituito governo somalo ha avviato nel corso del 2012 il rilancio del vettore, tuttavia mai avvenuto.

## Storia

### La prima compagnia
Somali Airlines venne fondata il 5 marzo 1964 come compagnia aerea nazionale della Somalia recentemente diventata indipendente. L'allora governo civile del paese e Alitalia possedevano quote uguali nella società, con ciascuna il 50%. In base a un accordo quinquennale, Alitalia fornì supporto tecnico alla compagnia aerea. Secondo il direttore della Somali Airlines, all'epoca Abdulahi Shireh, il vettore era stato istituito principalmente per collegare in modo più efficace la capitale Mogadiscio ad altre regioni della nazione.
Poco dopo la formazione del vettore, quattro Douglas DC-3 furono donati dagli Stati Uniti. La compagnia aerea iniziò le operazioni nel luglio 1964, servendo inizialmente destinazioni nazionali con una flotta di tre DC-3 e due Cessna 180. In precedenza, i servizi locali erano operati da Aden Airways. La corsa Mogadiscio-Aden continuò ad essere effettuata in base a un accordo di pool con Aden Airways fino al marzo 1965, quando Somali Airlines si imbarcò per servire la rotta verso questa destinazione con i propri aerei. Un servizio per Nairobi fu successivamente lanciato nel gennaio 1966. Fu interrotto nel giugno dello stesso anno, dopo che al vettore fu vietato di volare nello spazio aereo keniota a seguito di attacchi verbali trasmessi da Radio Mogadiscio contro il presidente keniota Jomo Kenyatta. Nell'ottobre 1967, fu introdotto un servizio settimanale per Dar-es-Salaam.
Nel marzo 1970, il presidente della compagnia aerea era Abdi Mohamed Namus, che impiegava 120 lavoratori. A quel tempo, la flotta era composta da due Cessna 185, tre DC-3 e quattro Viscount 700. Uno di questi (6O-AAJ) subì un incidente durante l'atterraggio a Mogadiscio il 6 maggio 1970. L'aereo era in avvicinamento quando l'equipaggio si rese conto che i controlli di volo non rispondevano. Il controllo dell'aereo venne in parte mantenuto andando ad agire sulla potenza dei motori, ma la cellula atterrò duramente, causando il collasso del carrello anteriore. Cinque persone morirono nell'incidente, su 30 occupanti a bordo. All'inizio del 1974, venne firmato un contratto con Tempair per la fornitura di un Boeing 720B, da dispiegare sulla rotta Mogadiscio-Londra, nonché sui voli in Africa e in Medio Oriente; l'accordo entrò effettivamente in vigore nell'aprile 1974. Alla fine del 1975, furono acquistati due Fokker F27. Nel 1976, la compagnia acquistò due Boeing 720B da American Airlines. Ordinò anche altri due Boeing 707. Somali Airlines divenne in seguito una compagnia interamente statale nel 1977, quando il governo acquisì le azioni detenute da Alitalia.
Nel luglio 1980, la flotta era composta da due Boeing 707-320C, due Boeing 720B, due Fokker F27-600, due DC-3, un Cessna 402 e un Cessna 180. Il colonnello Mohamoud Gulaid venne nominato presidente e amministratore delegato nel 1983. Nel 1985, il numero dei dipendenti era 714 e la flotta si era ridotta per includere due Boeing 707-320C e due F.27-600, con rotte operate da Berbera e Mogadiscio verso Abu Dhabi, Il Cairo, Francoforte, Gedda, Nairobi e Roma. Nel febbraio 1987 fu lanciata una nuova rotta per Banjul e Conakry e alla fine dell'anno fu piazzato un ordine per un Airbus A310-300, con un'opzione per un altro; l'aereo era destinato a sostituire la flotta di 707 sulle rotte verso l'Europa e il Medio Oriente.
A causa dello scoppio della guerra civile all'inizio degli anni '90, tutte le operazioni del vettore furono ufficialmente sospese nel 1991. Il vuoto creato dal crollo della compagnia aerea da allora venne riempito da vari vettori privati di proprietà somala, come Jubba Airways, Daallo Airlines e Puntair.

### I tentativi di rilancio
Nell'aprile 2012, gli ex piloti di Somali Airlines, Abikar Nur e Ahmed Elmi Gure, si sono incontrati con i funzionari dell'aviazione presso il Lufthansa Flight Training Center di Phoenix, negli Stati Uniti, per discutere la possibilità di riprendere lo storico rapporto tra Somali Airlines e Lufthansa. L'incontro si è concluso con la promessa del presidente della scuola, il capitano Matthias Kippenberg, di assistere le autorità aeronautiche somale nell'addestramento dei potenziali piloti.
Nel luglio 2012, Mohammed Osman Ali (Dhagah-tur), Direttore Generale del Ministero dell'Aviazione e dei Trasporti, ha annunciato che il governo somalo aveva avviato i preparativi per rilanciare la compagnia di bandiera. Le autorità somale, insieme al Somali Civil Aviation Steering Committee (SCASC), una commissione mista composta da funzionari dei governi federali e regionali della Somalia, nonché membri del CACAS, ICAO/TCB e UNDP, si sono riuniti con i gruppi dell'aviazione internazionale a Montréal per richiedere sostegno agli sforzi di riabilitazione in corso. Il SCASC ha fissato una finestra di tre anni per la ricostruzione della capacità nazionale dell'aviazione civile. Ha inoltre richiesto il trasferimento completo delle attività e dei beni dell'aviazione civile somala dall'organismo di custodia del CACAS alle autorità somale.
Nel novembre 2013, Skyliner, con sede in Germania, ha riferito che un nuovo Boeing 737-400 cargo doveva essere trasferito dall'aeroporto di Budapest a Mogadiscio entro la fine di dicembre. L'aereo venne contemporaneamente dipinto con i colori nazionali somali prima della consegna. Un rappresentante del personale della compagnia slovacca SAMair, Zsolt Kovács, ha anche indicato che un altro aereo era in costruzione all'aeroporto e che entrambi gli aerei erano stati acquistati da SAMair dalle autorità federali somale per conto di Somali Airlines.
Al 2021, la compagnia non ha ancora ripreso le operazioni.

## Flotta

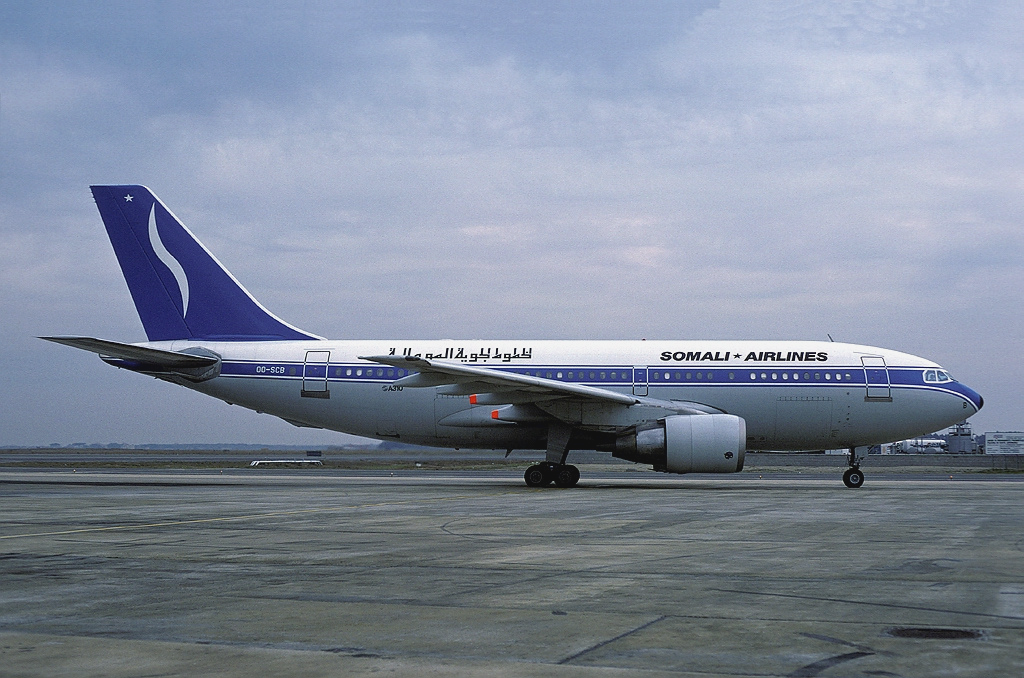
Un Airbus A310-200 noleggiato nell'Aeroporto di Roma-Fiumicino nel 1989.

La flotta iniziale della Somali Airlines era costituita da tre Douglas C-47A ex militari convertiti allo standard DC-3 e due Cessna 180. All'inizio del 1974, vennero avviati accordi commerciali con la Tempair per la fornitura di un Boeing 720B destinati ad operare sulla rotta Londra-Mogadiscio e su rotte continentali e verso il Medio Oriente, accordo che si concretizzò con la sottoscrizione avvenuta nell'aprile del 1974. La flotta venne in seguito integrata, verso la fine del 1975, con l'acquisto di due Fokker F27. Nel 1976, al fine di incrementare i servizi di linea su tratte a medio e lungo raggio la società acquisì altri due Boeing 720B dalla American Airlines, gli ultimi due di quel modello ancora in servizio con il vettore statunitense. In quel periodo vennero inoltre inoltrati ordini per due Boeing 707.
Nel luglio 1980, la flotta era composta da due Boeing 707-320CS, due Boeing 720B, due Fokker F27-600, due Douglas DC-3, un Cessna 402 ed un Cessna 180.
Un ordine per un Airbus A310-300 fu sottoscritto alla fine del 1987, con un'opzione per un altro, modello destinato a sostituire la flotta dei 707 sulle rotte verso l'Europa ed il Medio Oriente.

### Flotta storica
La Somali Airlines durante la sua esistenza operò con diversi velivoli di linea destinati a rotte di piccolo, medio e lungo raggio. Di seguito la lista dei modelli:
- Airbus A310-200
- Airbus A310-300
- Boeing 707-120B
- Boeing 707-320
- Boeing 707-320B
- Boeing 707-320C
- Boeing 720B
- Boeing 727-200
- Douglas C-47A
- Fokker F27-200
- Fokker F27-600
- Vickers Viscount 742D

## Incidenti
- Il 6 maggio 1970, un Vickers Viscount, marche 6O-AAJ, precipitò a causa di un intenso incendio di natura e origine sconosciute (sotto il pavimento alla fila 6) che provocò probabilmente la perdita dei controlli di volo.[4]
- Il 20 luglio 1981, il volo Somali Airlines 40, un Fokker F27, si schiantò pochi minuti dopo il decollo e tutti i 44 passeggeri e sei membri dell'equipaggio a bordo rimasero uccisi.[13]
- Il 28 giugno 1989, un Fokker F27, marche 6O-SAZ, precipitò dieci minuti dopo il decollo. Nessuno dei 30 a bordo sopravvisse.[14]